# Erik Quintela
Erik Quintela Salvador (Lugo, 17 de agosto de 1991) es un jugador de baloncesto profesional del Río Breogán de la Liga Endesa que puede jugar en las posiciones de base y escolta. Es también hermano del baloncestista Sergi Quintela.

## Trayectoria
Erik Quintela debuta en el baloncesto profesional en el año 2012 de la mano del equipo de su ciudad natal, el Club Baloncesto Breogán, llegando a jugar el Play-Off de ascenso a primera división en su primera campaña.
La temporada siguiente viajaría hasta el país vecino para jugar en la Liga Portuguesa de Basquetebol, máxima competición de Portugal, con el Maia Basket Clube.
Posteriormente, Erik pasó tres años siendo el base referente del Xuven Cambados, disputando dos Play-Off de ascenso a LEB Plata. En una de sus temporadas completó 34 partidos, 648 minutos en liga regular y 109 minutos en Play-Off, con una media de 10,2 puntos por partido (12,3 en Play-Off), 3,7 rebotes y 2,9 asistencias. También se convirtió en líder de recuperaciones de la segunda división, acumulando una valoración media de 11,3.
En verano de 2017, Quintela cambiara el Xuven por el Club Baloncesto Clavijo de LEB Oro, categoría en la que se consolidaría como uno de los bases de referencia, especialmente por su acierto desde el perímetro.
Las siguientes dos temporadas llevaría el timón del UB La Palma, alcanzado con su equipo la Final Four que se disputó en Bilbao en el año 2019, y promediando su última campaña 8,2 puntos (49,2% T2, 43,1% T3, 84,1% TL), 2,5 rebotes y 2,3 asistencias en 17 minutos por encuentro.
En julio de 2020 se hace oficial su regreso al Río Breogán, alcanzando el ascenso con el club de su vida y debutando la siguiente temporada en la máxima categoría del baloncesto español, la Liga ACB.
Además de convertirse en ídolo y capitán del club lucense, Kingtela lograría también 3 Copas Galicia (2021, 2022, 2024), una clasificación para la Copa ACB (2022) y competir en la Liga de Campeones de Baloncesto (2023), donde conseguiría ante el Bursaspor Basketbol la primera victoria de la historia de un club gallego en la competición (68-48), superando más tarde la fase de grupos y clasificándose para el Play-In.